# Annie Dillard
Annie Dillard (ur. 30 kwietnia 1945) – amerykańska pisarka, autorka poezji, esejów, prozy, krytyk literackich, powieści i dziennika.  Laureatka Nagrody Pulitzera w dziedzinie literatury faktu (1975). Porównywana do Virginii Woolf, Emily Dickinson i H.D. Thoreau.

## Życie i twórczość
Urodziła się jako Meta Ann Doak w rodzinie o korzeniach szkocko- irlandzkich, francuskich i niemieckich. Dorastała w Pittsburgu w Pensylwanii. Swoje dzieciństwo opisała w autobiografii Annie Dillard, An American Childhood (Annie Dillard: Amerykańskie Dzieciństwo) (1987). W szkolnych latach interesowała się geologią, historią naturalną, entomologią, epidemiologią, II Wojną Światową i poezją. Uczyła się gry na fortepianie, tańca, rysowania. Kolekcjonowała kamienie i owady.
Studiowała teologię i literaturę w Hollins College (obecnie Hollins University) w Roanoke w stanie Wirginia. W 1964 poślubiła wykładowcę kreatywnego pisania, poetę R.H.W. Dillarda. Rozstali się w przyjaźni w 1975. Z Roanoke przeniosła się  na Zachodnie Wybrzeże, do  stanu Waszyngton. Ucząc w Western Washington University jako profesor wizytujący, poznała i poślubiła profesora antropologii Gary’ego Clevidence’a. W 1979 przenieśli się do Middletown w stanie Connecticut, gdzie otrzymała stanowisko  pisarza-rezydenta na Wydziale Anglistyki w Wesleyan University. W 1984 urodziła się ich córka Cody Rose. W 1988 Dillard i Clevidence rozwiedli się. Wyszła wówczas za mąż za Roberta Richardsona, profesora, autora biografii Henry’ego Thoreau (1986) i Ralpha Waldo Emersona (1995). 
Przez pierwszych kilka lat po studiach, które ukończyła 1968, malowała, pisała i prowadziła dziennik. Opublikowała kilka wierszy.
W 1974 opublikowała pierwszy tomik poezji Tickets for a Prayer Wheel (Bilety na Młynek Modlitewny - chodzi o młynek modlitewny Buddystów). Dała w nich wyraz swej miłości do fauny i flory stanu Waszyngton. Również w 1974 opublikowała Pilgrim at Tinker Creek (nagrodzoną Nagrodą Pulitzera w 1975)  powieść - medytację na temat niezgłębionych tajemnic przyrody.
Mieszkając w stanie Waszyngton, napisała długie opowiadanie zatytułowane The Living, które w 1992  przerobiła na powieść historyczną o osadzie na brzegu Pacyfiku. Tu napisała też Holy The Firm (1977) - rozważania o życiu i cierpieniu, nawiązujące do koncepcji ezoterycznego chrześcijaństwa, a zainspirowane katastrofą małego samolotu, w której siedmioletnia dziewczynka doznała ciężkich obrażeń.
W 1982 wydała Living By Fiction - zbiór luźno powiązanych esejów, analizujących współczesną prozę od powieści Jamesa Joyce’a i Gertrudy Stein po Johna Bartha i Jorge Luisa Borgesa. W tym samym roku opublikowała czternaście wspomnień pod wspólnym tytułem Teaching a Stone to Talk, zainspirowanych jej podróżami do Ekwadoru, na Wyspy Galapagos, a także pobytami w Appalachach. Wspomnienia te splotła z rozważaniami religijno-spirytualistycznymi o życiu i świecie. 
W 1982 pojechała do Chin z grupą amerykańskich pisarzy i wydawców. Następnie uczestniczyła w spotkaniach z chińskimi pisarzami, którzy przyjechali do Stanów Zjednoczonych z rewizytą. Wraz z Allenem Ginsbergiem pokazała chińskim gościom Disneyland. Owocem tych kontaktów była wydana w 1984 relacja Encounters with Chinese Writers.
W 1987 opublikowała autobiografię An American Childhood, a w 1989 The Writing Life - swój dziennik połączony z praktycznymi poradami dla aspirujących pisarzy.  W 1995 opublikowała drugi zbiór poezji Mornings Like This. Rozważania na temat sensu naszego istnienia kontynuowała w wydanej w 1999 książce For the Time Being. W 2007 wydała powieść współczesną The Maytrees, a w 2016 kolejny zbiór esejów The Abundance: Narrative Essays Old & New. 

## Nagrody
Otrzymała wiele nagród, m.in. Nagrodę Pulitzera w dziedzinie literatury faktu w 1975 i The National Humanities Medal w 2015 - z rąk Baracka Obamy.

## Tłumaczenia
Twórczość Dillard została przetłumaczona na wiele języków, w tym język polski. W 2010 Wydawnictwo Literackie wydało Pielgrzyma nad Tinker Creek (Pilgrim at Tinker Creek) i Państwa Maytree (The Maytress) w tłumaczeniu Macieja Świerkockiego.  